# Міністр нафти та енергетики Норвегії
Міністр нафти та енергетики Норвегії (норв. Olje- og energiministeren) є членом уряду Норвегії і очільником Міністерства нафти та енергетики. Міністр відповідає за енергетичну політику уряду, включаючи управління енергетичними ресурсами Норвегії, особливо за розиток видобування нафти та виробництва гідроелектроенергії. Також міністр здійснює управління такими установами та компаніями як включають Управління водних ресурсів та енергетики, Управління нафти, Petoro, Gassnova, Gassco, Enova SF, Statnett і частково Statoil.
Посада була створена 11 січня 1978 року у відповідь на збільшення видобутку нафти на континентальному шельфі Норвегії. Протягом 1992—1996 років посада була об'єднана з посадою Міністра торгівлі та промисловості.
Діючий міністр Тер'є Совікнес, призначений 20 грудня 2016 року. Всього за історію Норвегії було 18 міністрів нафти та енергетики.

## Список міністрів
У списку перераховуються міністри нафти та енергетики Норвегії, вказується їхня партія, дата прийняття та звільнення з посади, термін повноважень у роках та днях та Кабінет міністрів, в якому вони служили.
Ключі
Різними кольорами виділяються партії, до яких належали міністри.
      Партія Центру

      Християнсько-демократична партія

      Консервативна партія

      Робітнича партія

      Партія прогресу
| Фото | Прізвище            | Партія                           | Дата призначення | Дата відставки   | Період служби     | Кабінет            | Прим.             |
| ---- | ------------------- | -------------------------------- | ---------------- | ---------------- | ----------------- | ------------------ | ----------------- |
|      | Б'яртмар Г'єрде     | Робітнича партія                 | 11 січня 1978    | 3 жовтня 1980    | 2 роки, 266 днів  | Нурдлі             | [ 1 ]             |
| –    | Арвід Йогансон      | Робітнича партія                 | 3 жовтня 1980    | 14 жовтня 1981   | 1 рік, 012 днів   | Нурдлі Брунтланн I | [ 1 ] [ 2 ] [ 2 ] |
| –    | Відкун Гведінг      | Консервативна партія             | 14 жовтня 1981   | 8 червня 1983    | 1 рік, 248 днів   | Віллок I           | [ 3 ]             |
|      | Коре Крістіансен    | Християнсько-демократична партія | 8 червня 1983    | 9 травня 1986    | 2 роки, 336 днів  | Віллок II          | [ 3 ]             |
| –    | Арне Еєн            | Робітнича партія                 | 9 травня 1986    | 16 жовтня 1989   | 3 роки, 161 день  | Брунтланн II       | [ 4 ]             |
|      | Ейвінд Рейтен       | Партія Центру                    | 16 жовтня 1989   | 3 листопада 1990 | 1 рік, 19 днів    | Сюсе               | [ 5 ]             |
| –    | Фінн Крістенсен     | Робітнича партія                 | 3 листопада 1990 | 31 грудня 1992   | 2 роки, 59 днів   | Брунтланн III      | [ 6 ]             |
| –    | Ранвейг Фрейланд    | Робітнича партія                 | 1 січня 1997     | 17 жовтня 1997   | 0 років, 290 днів | Ягланд             | [ 7 ]             |
|      | Маріт Арнстад       | Партія Центру                    | 17 жовтня 1997   | 21 березня 2000  | 2 роки, 156 днів  | Бунневік I         | [ 8 ]             |
|      | Олав Аксельсен      | Робітнича партія                 | 21 березня 2000  | 19 жовтня 2001   | 1 рік, 213 днів   | Столтенберг I      | [ 9 ]             |
| –    | Ейнар Стеенснес     | Християнсько-демократична партія | 19 жовтня 2001   | 18 червня 2004   | 2 роки, 243 днів  | Бунневік II        | [ 10 ]            |
|      | Торгільд Відвей     | Консервативна партія             | 18 червня 2004   | 17 жовтня 2005   | 1 рік, 122 днів   | Бунневік II        | [ 10 ]            |
|      | Одд Рогер Еноксен   | Партія Центру                    | 17 жовтня 2005   | 21 вересня 2007  | 1 рік, 340 днів   | Столтенберг II     | [ 11 ]            |
|      | Ослауг Гага         | Партія Центру                    | 21 вересня 2007  | 20 червня 2008   | 0 років, 273 днів | Столтенберг II     | [ 11 ]            |
|      | Тер'є Ріїс-Йогансен | Партія Центру                    | 20 червня 2008   | 4 березня 2011   | 2 роки, 258 днів  | Столтенберг II     | [ 11 ]            |
|      | Ола Бортен Мое      | Партія Центру                    | 4 березня 2011   | 16 жовтня 2013   | 2 роки, 227 днів  | Столтенберг II     | [ 11 ]            |
|      | Торд Лієн           | Партія прогресу                  | 16 жовтня 2013   | 20 грудня 2016   | 3 роки 65 днів    | Солберг            | [ 12 ]            |
|      | Тер'є Совікнес      | Партія прогресу                  | 20 грудня 2016   | досі             |                   | Солберг            | [ 12 ]            |